# ماريكو كيهارا
ماريكو كيهارا (باليابانية: 木原万莉子؛ بالكانا: きはら まりこ) هي متزلجة فنية يابانية، ولدت في 4 سبتمبر 1997 في أوتسو في اليابان.

## وصلات خارجية
- ماريكو كيهارا على موقع الاتحاد الدولي للتزلج (الإنجليزية)